# Minoritský klášter (Znojmo)
Minoritský klášter je bývalý klášter ve Znojmě v ulici Přemyslovců. Klášter původně sloužil minoritům, následně františkánům a později sloužil jako vojenská vychovatelna nebo vězení; od roku 1945 pak slouží jako jedna z budov Jihomoravského muzea ve Znojmě. Klášter je spolu s bývalou nemocnicí a torzem kostela chráněn jako kulturní památka České republiky.

## Historie

### Minorité
Pozemky klášteru daroval král Václav I., na těchto pozemcích se posléze ve Znojmě usadili minorité, ti se v oblasti blízko královského hradu usadili již někdy kolem založení města Znojma v roce 1225. První písemná zmínka o klášteře pochází roku 1239, po tažení v Prusku měl umožnit rozšíření kláštera Přemysl Otakar II. Po své smrti na Moravském poli byly jeho ostatky vystaveny v Minoritském kostele ve Vídni a následně pak byly přeneseny do krypty klášterního kostela kláštera minoritů ve Znojmě. Tam zůstaly až do roku 1296, kdy byly přesunuty do Prahy. V roce 1271 byl v blízkém sousedství kláštera postaven klášter klarisek.
Roku 1307 se v klášteře setkal Rudolf Habsburský se svým otcem Albrechtem I. Habsburským, došlo k dohodě o novém režimu následnictví trůnu v českých zemích.
Na počátku 14. století se ve Znojmě usadili členové žebravého řádu Mendicantů a čelili velkým problémům, ty pak ustaly za vlády Karla IV. Během husitských válek opět upadly do problémů a různé snahy pomoci minoritům selhaly. Minoritský klášter byl nakonec kvůli nedostatku personálu uzavřen a v roce 1534 byl převzat františkány.

### Františkáni
Františkáni měli od roku 1470 klášter na Dolním Předměstí ve Znojmě, ten nebyl chráněn a byl často ničen při bojích a výpadech. Po odchodu minoritů bylo františkánům povoleno se přestěhovat do budov minoritského kláštera uvnitř městských hradeb. Klášter pak v druhé třetině 16. století byl částečně přestavěn a na počátku 17. století se v klášteře opakovaně sešel Moravský zemský sněm. Mezi lety 1728 a 1729 byl rozšířen refektář kláštera a v mezi lety 1754 a 1758 byla postavena nová budova klášterního špitálu. Roku 1784 za vlády císaře Josefa II. byl klášter zrušen.

### Další použití
Doba zrušení klášterního kostela není známa, v roce 1840 však byl z větší části zbořen. Po zrušení kláštera budovy sloužily jako vojenská vychovatelna regimentu prince Coburga a od roku 1825 byly budovy kláštera přestavěny do podoby věznice, klášter i kostel byly v této přestavbě velmi poničeny, kostel byl zbořen a jihovýchodní rameno ambitu také. Od roku 1945 je pak areál kláštera součástí Jihomoravského muzea ve Znojmě.